# 信诚
信诚，高句丽末年僧人，帮助唐朝军队攻克平壤之人。
高句丽执政泉男建把军事委托给僧人信诚，为捉兵总管。总章元年（668年）九月，唐朝将领李勣率军移营于平壤城南，泉男建频频派兵出战，都遭遇大败。泉男建的哥哥泉男生跟随李勣攻打平壤，暗中勾结信诚作为内应。信诚與小將烏沙、饒苗等，秘密派人去见李勣，请求作内应。过了五天，九月十二日，信诚打开城门，李勣发兵登城呐喊，焚烧平壤城楼、四角，泉男建自杀没有死，和高句丽国王高藏一起被俘虏。高丽全部平定。十二月初七，唐高宗在含元殿接受献俘。任命高藏为司平太常伯员外同正，泉男产为司宰少卿，僧信诚为银青光禄大夫，泉男生为右卫大将军。